# Duitse bezetting van Tsjecho-Slowakije

Situatie in Bohemen aan het begin van de twintigste eeuw, nog onder het Oostenrijks-Hongaarse Rijk. In de zwart gemarkeerde gebieden vormden de Sudeten-Duitsers ruim 90% van de bevolking, in de overige delen gemiddeld 10%.

De Duitse bezetting van Tsjecho-Slowakije begon na de Anschluss van Oostenrijk bij nazi-Duitsland in maart 1938. Tsjecho-Slowakije was het volgende doel van Adolf Hitler. In het multi-etnische land en meer bepaald Sudetenland woonden meer dan 3 miljoen Sudeten-Duitsers, die er na de Tsjechen de op een na grootste etnische groep vormden. Ze maakten een kwart van de bevolking uit, maar waren vooral sterk geconcentreerd in de grenzen van het gebied.

## Eis voor Sudeten-autonomie
Toen Konrad Henlein, de leider van de Sudeten-Duitse Partij (SdP), op 28 maart 1938 in Berlijn overlegde, vroeg Hitler hem om eisen te stellen die niet aanvaardbaar waren voor de Tsjecho-Slowaakse regering. Op 24 april werden de besluiten van Karlsbad genomen, die autonomie eisten voor Sudetenland en de vrijheid om de nazi-ideologie te prediken. Als de eisen van Henlein ingewilligd werden, dan zou Sudetenland een bondgenoot worden van nazi-Duitsland en de soevereiniteit en geografische integriteit van Tsjechoslowakije op losse schroeven komen.

## Verdrag van München
De regeringen van zowel Frankrijk als het Verenigd Koninkrijk wilden een oorlog met Duitsland vermijden. Zij raadden de Tsjecho-Slowaakse president Edvard Beneš aan om in de stemmen met de eisen van de SdP en zich terug te trekken op een etnisch Tsjechisch grondgebied. In september 1938 werd besloten dat Tsjechoslowakije het Sudetenland moest afstaan aan Duitsland. Dit betekende na amper 20 jaar een revisie van het Vredesverdrag van Versailles (1919) waarbij de Tsjechoslowaakse republiek was erkend en haar grenzen waren afgebakend. Tegen 10 oktober hadden Duitse troepen het hele Sudetenland bezet, toegejuicht door de bevolking, die de Duitse militairen als bevrijders verwelkomde. Enkele dagen eerder had president Beneš zijn ontslag ingediend. Tsjechen en Joden vertrokken uit het Sudetenland, dat nu onder de naam 'Reichsgau Sudetenland' een bestuurlijke eenheid werd in het Duitse Rijk, op de zuidelijke grensstrook na, die bij de 'Reichsgau Niederdonau' (Niederösterreich) werd gevoegd. De bevolking aanvaardde het Duitse staatsburgerschap om niet te worden uitgewezen. Bohemen en Moravië stonden met de annexatie van het Sudetenland 38% van hun grondgebied af, met daarop als woonbevolking 3,2 miljoen Duitsers en 750.000 Tsjechen. Een half miljoen Tsjechen zou vertrekken, maar veel tweetalige Tsjechen besloten te blijven en het Duitse staatsburgerschap te aanvaarden om hun grond en huizen niet te verliezen. 115.000 Tsjechen en meer dan 30.000 Duitsers, Joden inbegrepen, vluchtten al in 1938 naar de voorlopig onbezette delen van Bohemen en Moravië.

## Eerste Scheidsrechterlijke Uitspraak van Wenen.
Op 2 november 1938 werd Tsjecho-Slowakije na de Eerste Scheidsrechterlijke Uitspraak van Wenen gedwongen om het zuiden van Slowakije, een derde van het land, af te staan aan Hongarije, ook Polen kreeg kort daarna enkele territoriale aanwinsten waarmee het zijn verzet tegen de annexaties opgaf. 
Hongarije kreeg 11882 km² in Zuid-Slowakije en Zuid-Roethenië. Volgens de census van 1941 was 86,5% van de bevolking uit het gebied Hongaars en daarbij waren dan ook veel  tweetalige Slowaken geteld. Polen kreeg de stad Těšín (Cieszyn, Teschen) en omliggend gebied, zo'n 906 km² met 250.000 inwoners die voornamelijk van een Poolse etniciteit hadden en om  geo-strategische redenen ook twee kleine grensgemeenten in Noord-Slowakije (226 km², 4.280 voornamelijk Slowaakse inwoners).

## Tweede Republiek
Na het Verdrag van München werd op 1 oktober 1938 de in gebiedsomvang verkleinde  Tweede Tsjecho-Slowaakse Republiek uitgeroepen. Emil Hácha werd president van deze tweede republiek. Er waren geen natuurlijke grenzen meer en gezien het feit dat alle militaire grensversterkingen nu in Duitse handen waren gekomen was het land onverdedigbaar geworden. Ondertussen werden in januari 1939 onderhandelingen tussen Duitsland en Polen over wijzigingen in de grensbepalingen van het Vredesverdrag van 1919 afgebroken, reden voor Hitler om een oorlog tegen Polen te gaan voorbereiden. Maar eerst wilde hij het restant van Tsjecho-Slowakije elimineren.
Hitler plande een invasie voor 15 maart 1939. Eén dag eerder riep Slowakije de onafhankelijkheid uit. Ook Karpato-Oekraïne riep de onafhankelijkheid uit, maar werd na enkele dagen al bezet door Hongarije. Onder dreiging van een luchtaanval op Praag gaf president Hácha zich over. Op de ochtend van 15 maart 1939 vielen de Duitse troepen het land binnen en ondervonden geen tegenstand. Op 16 maart kwam Hitler naar Praag en riep vanuit de Praagse burcht het protectoraat Bohemen en Moravië uit.

## Tweede Wereldoorlog

### Deling van Tsjechoslowakije

De deling van Tsjecho-Slowakije

Tijdens de Tweede Wereldoorlog hield Tsjechoslowakije op te bestaan en werd verdeeld in het Protectoraat Bohemen en Moravië en de nieuw uitgeroepen (eerste) Slowaakse Republiek.
De Duitse economie, die belast werd door de zware militarisatie, had dringend nood aan buitenlands geld. De wisselkoers tussen de koruna en de Reichsmark werd kunstmatig hoog gehouden en er kwamen al snel tekorten in Tsjechië. In de Škoda-fabriek werden vele machinegeweren, tanks en andere oorlogsmaterialen vervaardigd. De fabrieken bleven nog een tijd Tsjechische wapens maken tot ze geconverteerd werden naar Duitse bedrijven. Enkele staal- en chemische bedrijven verhuisden naar het Oostenrijkse Linz.

### Tsjechisch verzet
Beneš, de Tsjechoslowaakse leider in ballingschap, organiseerde samen met František Moravec het verzet tegen de nazi-bezetter. Het belangrijkste wapenfeit van het verzet was de moord op Reinhard Heydrich tijdens Operatie Anthropoid. De moord op deze afgevaardigde van SS-leider Heinrich Himmler en plaatsvervangend Reichsprotektor leidde tot zware represailles. Het dorp Lidice werd volledig verwoest door de nazi's. Alle mannen boven de 16 werden vermoord en de rest van de bevolking werd naar concentratiekampen gestuurd, waar vele vrouwen en nagenoeg alle kinderen overleden.

### Slowaakse opstand
Slowakije was een Duits bondgenoot en leverde militairen voor de veldtocht naar het oosten. Nadat het oostfront werd teruggedrongen zochten Slowaken contact met de geallieerden en dan met name de Russen. De Slowaakse opstand was een gewapend gevecht tussen het Duitse leger dat met Slowaakse regeringstroepen optrad tegen Slowaakse rebellen, van augustus tot oktober 1944, om te beginnen in en rondom Banská Bystrica.
Het Slowaakse rebellenleger telde 18.000 soldaten in augustus 1944. Dit aantal groeide door het overlopen van soldaten uit het met Duitsland samenwerkende regeringsleger aan tot 47.000 in september 1944. De Duitse troepen konden tot de inval van het Sovjet-leger hun tegenstanders voor een deel ontwapenen en vele soldaten gevangen nemen en in  concentratiekampen opsluiten.

### Regering in ballingschap
Edvard Beneš vluchtte het land uit naar Parijs en leidde daar de Tsjecho-Slowaakse regering in ballingschap. Doelstelling was onder andere het Verdrag van München ongedaan maken en terug te gaan naar de grenzen uit 1937. In juni 1940 verhuisde de regering naar Londen. De Sovjet-Unie en de Verenigde Staten erkenden de regering in respectievelijk de zomer en de winter van 1941. Beneš wilde zijn land versterken en ging een bondgenootschap aan met Polen en de Sovjet-Unie. Deze laatste wilde Polen erbuiten houden om de Sovjet-annexatie van Oost-Polen niet ter discussie te laten komen en uiteindelijk kwam er enkel een verdrag met de Sovjets.

## Einde van de oorlog
Het Rode Leger van de Sovjet-Unie bevrijdde het grootste deel van Tsjecho-Slowakije, enkel het zuidwesten van Bohemen werd bevrijd door Geallieerden uit het westen. Op enkele uitzonderingen na had het land niet zo zwaar geleden onder de oorlog. Bratislava werd op 4 april 1945 door de Sovjets ingenomen en Praag op 9 mei tijdens het Praagoffensief.
Ongeveer 400.000 Tsjecho-Slowaken sneuvelden tijdens de oorlog en zo'n 140.000 Sovjetsoldaten verloren het leven bij het verdrijven van de Duitse bezettingsmacht.
De Karpato-Oekraïne werd door de Sovjet-Unie geannexeerd en een onderdeel van de Oekraïense SSR.
De regering beval dat alle Sudetenduitsers gedeporteerd moesten worden, met uitzondering van degenen die door verzetsdaden hun trouw aan de republiek hadden bewezen. Duitse eigendommen werden geconfisqueerd zonder compensatie. De leden van de Sudetendeutsche Partei en degenen die bestuurs- en politiefuncties hadden vervuld werden vervolgd. De omvangrijke collaboratie van Tsjechen en vooral Slowaken werd coulanter afgedaan. Ook de meer dan een half miljoen Hongaren in Slowakije zouden het lot van de Sudeten-Duitsers moeten volgen en met achterlating van hun bezittingen verdreven worden, maar de Sovjet-Unie verbood dat om te voorkomen dat in Hongarije een vluchtelingenprobleem zou ontstaan. Het bleef bij honderd tot honderdvijftigduizend gevluchte en uitgewezenen Hongaren.
Het herstelde Tsjechoslowakije zou in twee deelstaten worden hervormd als Tsjecho-Slowakije. 

## Tijdlijn
| |                                                      |                                                      |                                                                                  |                                                     |                                               |                                                               |                                                                |                                                        |
| | Tsjecho-Slowakije – Tsjechoslowakije (1918-1992)     |                                                      |                                                                                  |                                                     |                                               |                                                               |                                                                |                                                        |
| Oostenrijk-Hongarije (tot 1918) Bohemen, Moravië, delen van Silezië, noorden van Koninklijk Hongarije (Slowakije en Karpato-Roethenië) | Eerste Tsjecho-Slowaakse Republiek (ČSR) (1918-1938) | "Sudetenland" (1938-1945)                            | "Sudetenland" (1938-1945)                                                        | Derde Tsjecho-Slowaakse Republiek (ČSR) (1945-1948) | Tsjecho-Slowaakse Republiek (ČSR) (1948-1960) | Tsjecho-Slowaakse Socialistische Republiek (ČSSR) (1960-1990) | Tsjechische en Slowaakse Federale Republiek (ČSFR) (1990-1992) | Tsjechië (ČR) (sinds 1993) Slowakije (SR) (sinds 1993) |
| Oostenrijk-Hongarije (tot 1918) Bohemen, Moravië, delen van Silezië, noorden van Koninklijk Hongarije (Slowakije en Karpato-Roethenië) | Eerste Tsjecho-Slowaakse Republiek (ČSR) (1918-1938) | Tweede Tsjecho-Slowaakse Republiek (ČSR) (1938-1939) | Protectoraat Bohemen en Moravië (1939-1945) Slowaakse Republiek (SR) (1939-1945) | Derde Tsjecho-Slowaakse Republiek (ČSR) (1945-1948) | Tsjecho-Slowaakse Republiek (ČSR) (1948-1960) | Tsjecho-Slowaakse Socialistische Republiek (ČSSR) (1960-1990) | Tsjechische en Slowaakse Federale Republiek (ČSFR) (1990-1992) | Tsjechië (ČR) (sinds 1993) Slowakije (SR) (sinds 1993) |
| Oostenrijk-Hongarije (tot 1918) Bohemen, Moravië, delen van Silezië, noorden van Koninklijk Hongarije (Slowakije en Karpato-Roethenië) | Eerste Tsjecho-Slowaakse Republiek (ČSR) (1918-1938) | Karpato-Oekraïne (1938-1939)                         | Karpato-Roethenië bij Hongarije (1939-1945)                                      | deel van Oekraïense SSR (1945-1991)                 | deel van Oekraïense SSR (1945-1991)           | deel van Oekraïense SSR (1945-1991)                           | Oblast Transkarpatië Oekraïne (vanaf 1991)                     | Oblast Transkarpatië Oekraïne (vanaf 1991)             |
| |                                                      | Duitse bezetting / Tweede Wereldoorlog               | Duitse bezetting / Tweede Wereldoorlog                                           | Sovjetperiode / Volksrepubliek                      | Sovjetperiode / Volksrepubliek                | Sovjetperiode / Volksrepubliek                                |                                                                |                                                        |
| |                                                      |                                                      | Regering in ballingschap                                                         |                                                     |                                               |                                                               |                                                                |                                                        |
| |                                                      |                                                      |                                                                                  |                                                     |                                               |                                                               |                                                                |                                                        |

Albanië · 
België · 
Denemarken · 
Frankrijk · 
Griekenland · 
Hongarije · 
Italië · 
Joegoslavië · 
Kanaaleilanden · 
Luxemburg · 
Monaco · 
Nederland · 
Noorwegen · 
Oekraïne · 
Oostenrijk · 
Ostland (Estland · Letland · 
Litouwen · Wit-Rusland) · 
Polen · 
San Marino · 
Tsjecho-Slowakije